# Dobwalls
Dobwalls – wieś w Anglii, w Kornwalii. Leży 82 km na północny wschód od miasta Penzance i 329 km na zachód od Londynu. W 2001 miejscowość liczyła 3662 mieszkańców.